# Alternanthera microphylla
Alternanthera microphylla är en amarantväxtart som beskrevs av Robert Elias Fries. Alternanthera microphylla ingår i släktet alternanter, och familjen amarantväxter. Inga underarter finns listade i Catalogue of Life.